# Iola (Illinois)
Iola est un village du comté de Clay dans l'Illinois, aux États-Unis,. Il est incorporé le 13 juillet 1914.

## Démographie
Lors du recensement de 2010, le village comptait une population de 141 habitants. Elle est estimée, en 2016, à 137 habitants.

## Source de la traduction
- (en) Cet article est partiellement ou en totalité issu de l’article de Wikipédia en anglais intitulé « Iola, Illinois » (voir la liste des auteurs).